# Bernard Lama
Bernard Pascal Maurice Lama (Saint-Symphorien, Francuska, 7. travnja 1963.) je francuski nogometni trener te bivši vratar i nacionalni reprezentativac. Lama je većinu karijere proveo braneći za Lille i PSG. Bio je član Tricolora koji su osvojili svjetski (1998.) i europski (2000.) naslov.

## Karijera

### Klupska karijera

#### Počeci
Iako rođen u Francuskoj, Lama je odrastao u Francuskoj Gvajani koju je napustio 1981. vrativši se u domovinu ali bez oca koji mu je dozvolio da postane profesionalni nogometaš. Tamo je igrač potpisao za prvoligaš Lille ali je 1982. poslan na jednogodišnju posudbu u SC Abbeville. Međutim, vratar nije uspio u tom klubu ostvariti niti jedan nastup. Zbog toga ga je matični Lille poslao na novu posudbu u Besançon. Dobre igre u klubu su mu omogućile da ga Lille zadrži u svojim redovima. Od tada je Lama postao standardan vratar u Lilleu te je u tom periodu uspio i postići jedan pogodak za klub (jedanaesterac protiv Lavala u visokoj 8:0 pobjedi 31. svibnja 1989.).
Završetkom sezone 1988./89. vratar napušta klub i odlazi u Metz gdje se zadržao jednu sezonu i odigrao svih 38 prvenstvenih utakmica. Igrač je nakon toga prešao u Brest gdje je također u godinu dana branio za klub u svim utakmicama Le Championata. To je ujedno bila i posljednja Brestova prvoligaška sezona.
Lama je sezonu 1991./92. proveo u Lensu gdje je zbog odličnih igara privukao pozornost PSG-a koji mu je ponudio petogodišnji ugovor.

#### Zlatne godine
U Paris SG-u Lama je zamijenio vratara Joëla Batsa te je ubrzo zbog impresivnih performansi pokazao zašto je doveden u klub. S klubom je najprije 1993. osvojio francuski kup, sljedeće godine prvenstvo a 1995. svoj drugi nacionalni kup s klubom. Vrhunac je s PSG-om ostvaren 1996. godine osvajanjem Kupa pobjednika kupova. Upravo su mu odlične obrane u klubu oogućile poziv u francusku reprezentaciju 1993.

#### Pad
Unatoč interesu Barcelone, Bernard Lama je odlučio ostati u Parizu te je ondje imao odličan početak sezone ali je sve poremetila teška ozljeda koljena u rujnu 1996. nakon obranjenog jedanaesterca protiv Cannesa. Ubrzo nakon povratka na nogometne terene, Lama je dobio dva mjeseca zabrane igranja zbog konzumacije marihuane u veljači 1997. Zbog toga je PSG odlučio potražiti novog vratara dok je Lama tijekom ljeta 1997. obavješten da će Christophe Revault biti novi standardni vratar kluba za sljedeću sezonu. Bernard Lama je otpušten iz kluba te je mogao pronaći novu destinaciju.
Početkom sezone 1997./98. Lama nije pronašao novi klub te je trenirao s rezervnim sastavom PSG-a. Tijekom zimskog transfernog roka te svega šest mjeseci od početka Svjetskog prvenstva u Francuskoj, igrač je dogovorio potpisivanje kratkoročnog ugovora s engleskim premijerligašem West Ham Unitedom. Iako je potpisao za klub 21. prosinca 1997., Lama je debitirao za novi klub tek 2. ožujka sljedeće godine u utakmici protiv Arsenala gdje nije primio pogodak. Sezonu je završio s 12 nastupa za Čekićare a zbog odličnih nastupa West Ham mu je odlučio ponuditi novi duži ugovor. Međutim, završetkom Svjetskog prvenstva Lama se vraća u Francusku gdje ponovo potpisuje za PSG.

#### Kraj karijere
Nakon šest mjeseci provedenih u Engleskoj, u PSG-u na mjesto predsjednika kluba umjesto Charlesa Biétryja dolazi Michel Denisot zbog kojeg se Lama vratio u Pariz. Nakon dvije sezone provedene u klubu, Lama je obavješten da PSG ima politiku korištenja mladih igrača tako da ga na vratarskoj poziciji zamjenjuje Lionel Letizi.
Lama ubrzo pronalazi novi klub tako da je sezonu 2000./01. proveo braneći boje Rennesa u kojem je proveo dobru sezonu. Na kraju sezone, igrač je izrazio želju da bi htio ispuniti dječački san da zaigra za neki brazilski klub. Nažalost, niti jedan klub iz Brazila nije izrazio želju za njegovim dovođenjem što je dovelo do Laminog objavljivanja prekida igračke karijere.

### Reprezentativna karijera
Vratar je debitirao za Francusku 17. veljače 1993. u visokoj 4:0 pobjedi protiv Izraela te je do 2000. godine i povlačenja iz reprezentacije prikupio 44 nastupa. Igrao je na Europskom prvenstvu 1996. gdje je Francuska stigla do polufinala a 1998. je s reprezentacijom osvojio svjetski naslov. Na Euru 2000. je bio uveden u igru u finalu turnira na kojem su Tricolori osvojili i europski naslov.

### Trenerska karijera
21. srpnja 2006. Lama je imenovan izbornikom kenijske reprezentacije. U svojem debiju protiv Eritreje 2. rujna 2006. u sklopu kvalifikacija za Afrički kup nacija, Kenija je izgubila a Lama je podnio ostavku nakon dva mjeseca. Tada je kao razlog ostavke naveo nedostatak profesionalnosti kenijskog nogometnog saveza a zamijenio ga je Tom Olaba.

## Osvojeni trofeji

### Klupski trofeji
| Francuska | Francuska             | Francuska |
| Klub      | Trofej                | Sezona    |
| --------- | --------------------- | --------- |
| PSG       | Francuski kup         | 1992./93. |
| PSG       | Ligue 1               | 1993./94. |
| PSG       | Francuski kup         | 1994./95. |
| PSG       | Kup pobjednika kupova | 1995./96. |

### Reprezentativni trofeji
| Francuska              | Francuska |
| Trofej                 | Godina    |
| ---------------------- | --------- |
| Zlato na Mundijalu 98' | 1998.     |
| Zlato na EP-u 00'      | 2000.     |

Zbog osvajanja svjetskog naslova, Lami i ostalim reprezentativcima je 1998. dodijeljena titula viteza Legije časti (fra. Légion d'honneur).